# Gods of Egypt
Gods of Egypt è un film del 2016 diretto da Alex Proyas.

## Trama
Migliaia di anni fa, nell'antico Egitto, dei e mortali convivevano assieme, con i primi che si differenziavano dai secondi per alcune peculiarità quali la longevità, l'altezza, l'avere oro al posto del sangue e la facoltà di trasformarsi in creature con fattezze animali. Osiride, dio della vita e re d'Egitto, con al suo fianco l'amata Iside, è pronto a lasciare il trono al loro figlio Horus: durante la cerimonia di incoronazione giunge Seth, fratello minore di Osiride e re del deserto, e apparentemente animato da intenzioni benevole dona al nipote un corno intagliato. Non appena egli lo suona, tuttavia, irrompe nella capitale l'esercito di Seth, che rivela così il suo reale obiettivo: impadronirsi del trono e proclamarsi re d'Egitto. Dopo avere pugnalato Osiride a morte riesce ad avere la meglio in un breve combattimento su Horus, cui strappa gli occhi, fonte del potere del dio, risparmiandolo tuttavia grazie all'intervento di Hathor, dea dell'amore e compagna di Horus, e costringendolo ad andare in esilio. Seth, assunto il potere, sottomette la popolazione e proclama che da quel momento in poi l'accesso all'aldilà per i defunti sarà possibile unicamente dietro pagamento in oro.
Un anno dopo Bek, un giovane ladro innamorato della bella Zaya, viene pregato da quest'ultima di restituire a Horus (al quale è molto devota) i suoi occhi, convinta che riacquistando la propria forza il dio potrà porre fine alla tirannia di Seth. Procuratosi grazie a Zaya, che serve come schiava di Urshu, architetto personale di Seth, la pianta del labirinto in cui è conservato uno degli occhi di Horus, il giovane riesce a superare i difficili ostacoli predisposti per fermare gli intrusi e a recuperare infine l'occhio. Tornato dall'amata per continuare la ricerca del secondo i due vengono scoperti da Urshu e costretti alla fuga, durante la quale tuttavia Zaya viene colpita a morte da una freccia scoccata proprio dall'architetto. Giunti al tempio in cui Horus si è ritirato, Bek fa un patto con il dio: dopo avergli restituito l'occhio promette di condurlo al nascondiglio del secondo, di cui ha visto la mappa nell'archivio di Urshu, se in cambio il dio restituirà la vita a Zaya. Horus accetta e i due partono alla volta della piramide di Seth.
Horus e Bek si recano prima da Ra, dio del sole e nonno del primo, chiedendogli consiglio e prendendo un'ampolla dell'acqua del creato, l'unica sostanza in grado di spegnere il fuoco di Seth, fonte del suo potere nascosta all'interno della piramide. Tornati sulla Terra i due riprendono il loro viaggio, ma vengono attaccati dai luogotenenti di Seth, che riescono a sconfiggere, accampandosi presso il più antico tempio di Osiride ormai arido e caduto in rovina. Qui sono sorpresi dalle spietate servitrici dello zio, Anat e Astarte, su cui riescono ad avere la meglio grazie al provvidenziale intervento di Hathor, fuggita dalla corte di Seth che nel frattempo si accinge ad avere ragione della resistenza degli ultimi dei che si oppongono al suo potere, guidati dalla moglie Nefti e ormai prossimi alla sconfitta. Consapevoli del fatto che per introdursi nella piramide e raggiungere il fuoco di Seth dovranno superare la Sfinge risolvendone l'enigma, si recano dal dio della saggezza Thot per chiederne l'aiuto, mentre Zaya, scortata dal dio Anubi, si avvicina sempre più alla fine del suo viaggio nell'aldilà.
Giunti alla piramide di Seth i quattro riescono a entrare e a superare la Sfinge, ma prima che Bek possa versare l'acqua del creato nella bocca del fuoco Seth stesso interviene: dopo avere strappato a Thot il cervello rivela al giovane che Horus gli ha mentito, poiché nemmeno il re dell'Egitto ha il potere di distogliere Anubi dal suo compito, quindi distrugge l'ampolla con l'acqua e li abbandona all'interno della piramide che sta crollando. Riescono tuttavia a mettersi in salvo, ma Bek ha ormai perso fiducia in Horus per il tradimento. Hathor decide allora di intervenire, e sacrificandosi gli consegna il bracciale che la proteggeva impedendole di essere richiamata negli inferi, da cui Horus l'aveva liberata: in questo modo con l'aiuto di Anubi potrà portarlo a Zaya e donarglielo al fine di garantirle il passaggio nell'aldilà, riuscendo inoltre a rivederla un'ultima volta.
Seth, intanto, si potenzia fondendosi con le parti sottratte agli dei sconfitti (le ali di Nefti, il cervello di Thot, il cuore di Osiride e l'occhio di Horus) e si dirige da suo padre Ra, che gli propone di prendere il suo posto a protezione del creato nella quotidiana lotta contro la bestia del caos Apophi; Seth però rifiuta e, forte dei suoi nuovi poteri, lo attacca e dopo averlo trafitto gli sottrae la sua lancia solare. Fa dunque ritorno sulla Terra dove, dall'alto dell'obelisco che aveva fatto erigere in onore di Ra, usa la lancia del dio del sole per richiamare Apophi consentendogli di distruggere il creato così da ottenere il controllo anche sul regno dei morti e quindi l'immortalità. Mentre Bek sta dando il suo addio all'amata l'aldilà comincia a collassare sotto l'azione di Apophi: Anubi interviene riuscendo a fermarla temporaneamente ed esorta il giovane ad agire in fretta insieme a Horus per fermare Seth.
I due obbligano Urshu ad aiutarli a raggiungere la cima dell'obelisco da lui costruito: mentre Horus compie l'ultimo tratto arrampicandosi per cogliere alle spalle lo zio, Bek ingaggia un combattimento con l'architetto, che alla fine precipita sconfitto dal carrello elevatore cui lui stesso aveva dato fuoco; riesce quindi ad arrivare sulla cima proprio nel momento in cui Seth si accinge a uccidere Horus, e con uno stratagemma recupera l'occhio incastonato nella sua armatura. Lanciandolo al dio tuttavia si sbilancia e comincia a scivolare verso il bordo dell'obelisco: Horus, dopo un attimo di esitazione, si getta in suo aiuto afferrandolo un attimo prima che cada, quindi, lasciatosi andare, riesce a trasformarsi nuovamente seppur privo di un occhio e a depositare a terra Bek. Horus capisce che fino ad ora non era riuscito più a ritrasformarsi non perché non aveva l'altro occhio, ma perché la sua sete di vendetta lo distaccava dal suo vero scopo: proteggere il popolo. Forte dei suoi poteri ritrovati, si prepara ad affrontare per l'ultima volta Seth. I due ingaggiano un feroce scontro al termine del quale Horus riesce a strappargli le ali impiantate, facendolo precipitare nell'obelisco e dandogli infine il colpo di grazia con la lancia di Ra. Riporta l'arma al dio del sole, che rinvigorito scaccia Apophi, e recuperato anche il secondo occhio torna in mezzo al popolo festante da Bek, con cui fa appena in tempo a complimentarsi per il coraggio dimostrato prima che il giovane muoia per le ferite riportate nello scontro con Seth.
Bek e Zaya tornano in vita grazie all'intervento di Ra, come ricompensa per le azioni del dio dell'aria. Horus viene finalmente incoronato re dell'Egitto alla presenza del popolo e degli altri dei, tornati in vita per opera del dio del Sole, e capito finalmente il messaggio di misericordia lasciatogli da suo padre proclama che d'ora in avanti l'accesso all'aldilà non dovrà più essere pagato in oro come imposto da Seth, ma con l'altruismo, la compassione e le buone azioni compiute in vita. Lasciato quindi temporaneamente il governo nelle mani di Bek, nominato nel frattempo suo primo consigliere, si reca nuovamente negli inferi per liberare la sua amata Hathor.

## Produzione
Il budget del film è stato di 140 milioni di dollari.

## Promozione
Il 15 novembre 2015 vengono diffusi i character poster dei principali personaggi del film, mentre il primo trailer viene diffuso il 17 novembre.

## Distribuzione
La pellicola è stata distribuita nelle sale cinematografiche italiane a partire dal 25 febbraio 2016 e in quelle statunitensi dal 26 febbraio.

## Accoglienza

### Incassi
Nel primo weekend di proiezione la pellicola ha incassato 14123903 $ nelle sale nordamericane, piazzandosi al secondo posto dopo Deadpool. Al termine delle proiezioni, il film ha incassato complessivamente 150 680 864 $, di cui 31 153 464 $ solo in Nord America.
Il film ha riportato una perdita per la Lionsgate di circa 90 milioni di dollari.

### Critica
Il film è stato stroncato dalla critica; sul sito Rotten Tomatoes ottiene solo il 16% delle recensioni professionali positive con un voto medio di 3,5 su 10, basato su 160 critiche. Su Metacritic ha un punteggio di 25 su 100, basato su 25 recensioni. Del film sono stati criticati in modo particolare il cast, la sceneggiatura e gli effetti speciali.

## Riconoscimenti
- 2016 - AACTA Awards
  - Candidatura alla miglior colonna sonora a Marco Beltrami
  - Candidatura ai migliori costumi a Liz Keogh
  - Candidatura al miglior sonoro
  - Candidatura ai migliori effetti speciali
  - Candidatura al miglior trucco e acconciature
- 2017 - ASCAP Film and Television Music Awards
  - Miglior colonna sonora a Marco Beltrami
- 2017 - Film Critics Circle of Australia
  - Miglior colonna sonora a Marco Beltrami
- 2017 - Golden Trailer Awards
  - Candidatura per il miglior trailer televisivo

## Casi mediatici
Il film è stato accusato di whitewashing per la scelta di attori caucasici nei panni di personaggi egiziani.